# 都城市立美術館
都城市立美術館（みやこのじょうしりつびじゅつかん）は、宮崎県都城市にある公立美術館。

## 沿革
1981年（昭和56年）11月に開館。

## 所在地
- 〒885-0073　宮崎県都城市姫城町7-18[2]。

## 開館時間
- 午前9時 - 午後5時（入館は16：30まで）[2]
- 休館日：月曜日（祝日・振替休日の場合は翌日が休館）[2]
  - なお、展示替え等のために臨時休館する場合あり